# هليون (جنس)
هليون (الاسم العلمي: Asparagus)، جنس نباتات مُزهرة من فصيلة الهليونية. تضم حوالي 300 نوع. معظمها نباتات معمرة دائمة الخضرة ومن أشجار الطبقة السفلى مثل النباتات المتسلقة،أو شجيرات أو نباتات معترشة.